# Carlos Suárez
Carlos Suárez García-Osorio, znany także jako Carlos Suárez (ur. 23 maja 1986 roku w Madrycie) – hiszpański koszykarz, występujący w Unicaji Málaga.
Koszykarską karierę rozpoczął w 2004 roku. W latach 2004/2005 bronił barw CB Estudiantes. W roku 2006 odebrał nagrodę Jugador Revelación de la ACB. W sezonie 2009/2010 był wybrany do pierwszego składu ligi ACB.
Gra na pozycji niskiego skrzydłowego lub silnego skrzydłowego. Mierzy 203 cm i waży 106 kg.

## Osiągnięcia

### Reprezentacja
- Lider mistrzostw Europy U–20 w zbiórkach (2006)

## Życie prywatne
Jego młodszy brat Dani Suárez jest zawodowym piłkarzem grającym w Górniku Zabrze.